# بنگاه بازرگانی
بنگاه بازرگانی (یا موسسه بازرگانی،موسسه تجاری، بنگاه تجاری)که قبلا تجارت‌خانه گفته می‌شد ،موسسه یا سازمانی است که به انجام اعمال تجاری مثل خرید و فروش یا عرضه محصولات برای فروش می‌پردازد.
به استثنای برخی موارد (مانند نانوایی‌ها، شیرینی‌فروشی‌ها)، واحدهای تجاری عموماً در مرحله تولید محصولات دخالتی ندارند و به ایفای نقش واسطه بین تولیدکننده و مصرف‌کننده می‌پردازند.بنگاه‌های بازرگانی همچنین نقش توزیع کننده را در زنجیره تأمین برعهده دارند، به این دلیل که کالا‌ها و محصولات ساخته شده تولیدکننده را خریداری کرده، به مشتریان تحویل داده و به فروش می‌رسانند. همچنین بنگاه تجاری ممکن است به ارائه خدمات (مثل رستوران‌ها، آرایشگاه‌ها و غیره) مشغول باشند.به جز در مواردی که بنگاه‌های تجاری ابتکارات عمومی یا سازمان‌های مردم نهاد و مؤسساتی از این دست باشد، انتفاعی یا سودآور هستند؛ یعنی برای کسب سود برای مالک یا مالکان فعالیت می‌کنند.

## سیر تکاملی
پیشینه بنگاه‌های تجاری را می‌توان در تجارتخانه‌ها و دکان‌های قدیم یافت که در آن کشاورزان، دامداران و صنعتگران محصولات خود را مبادله می‌کردند. بعداً برای جلوگیری از کمبود محصولات، انبارها پدید آمدند که در آن بازرگانان اقلام اساسی را می‌فروختند.

## عمده فروشی‌ها

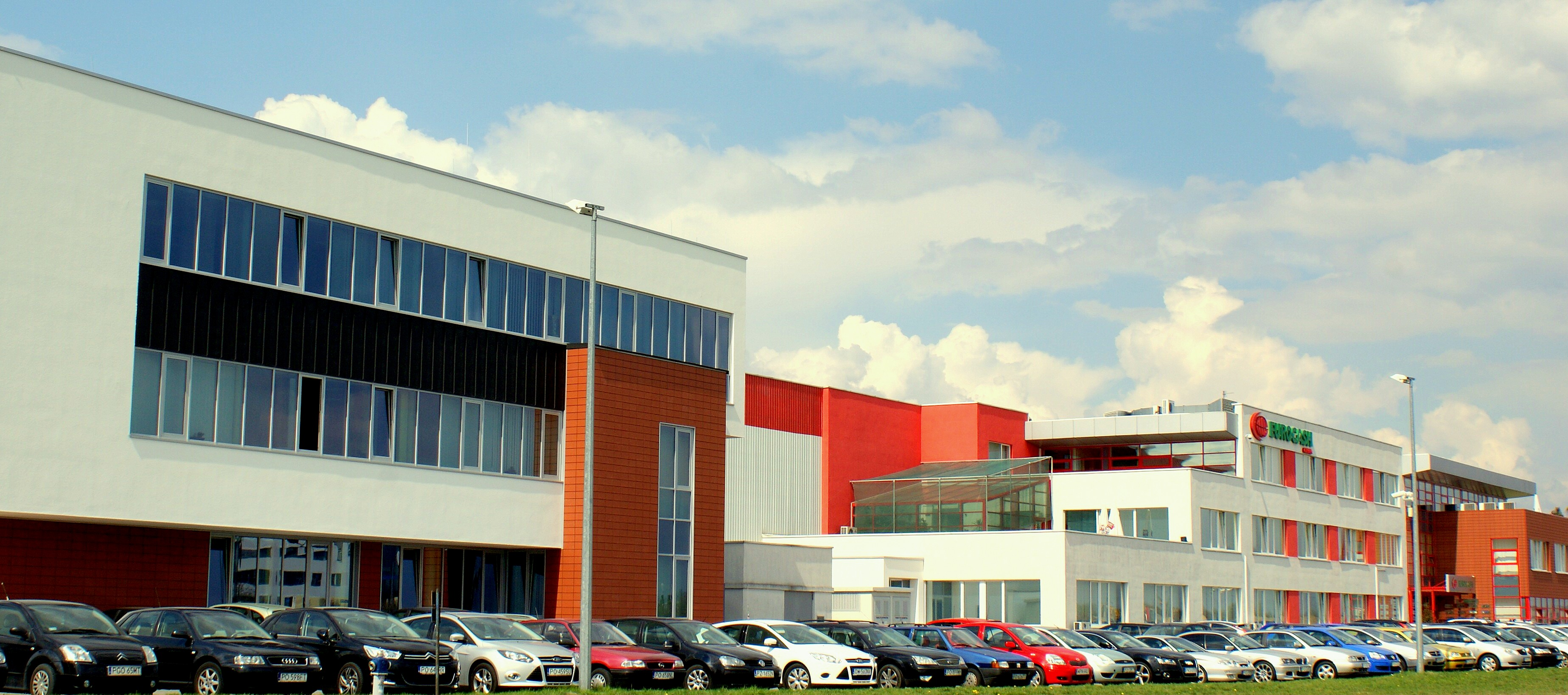
دفتر مرکزی یک گروه عمده‌فروشی در لهستان

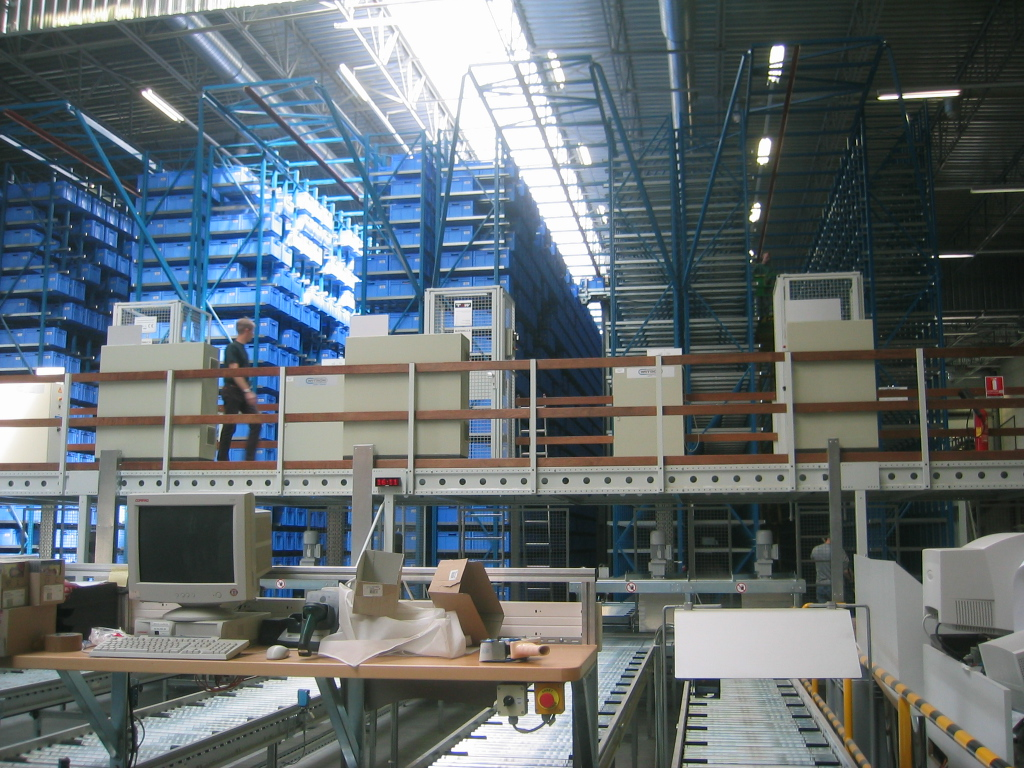
انبار ذخیره‌سازی محصولات

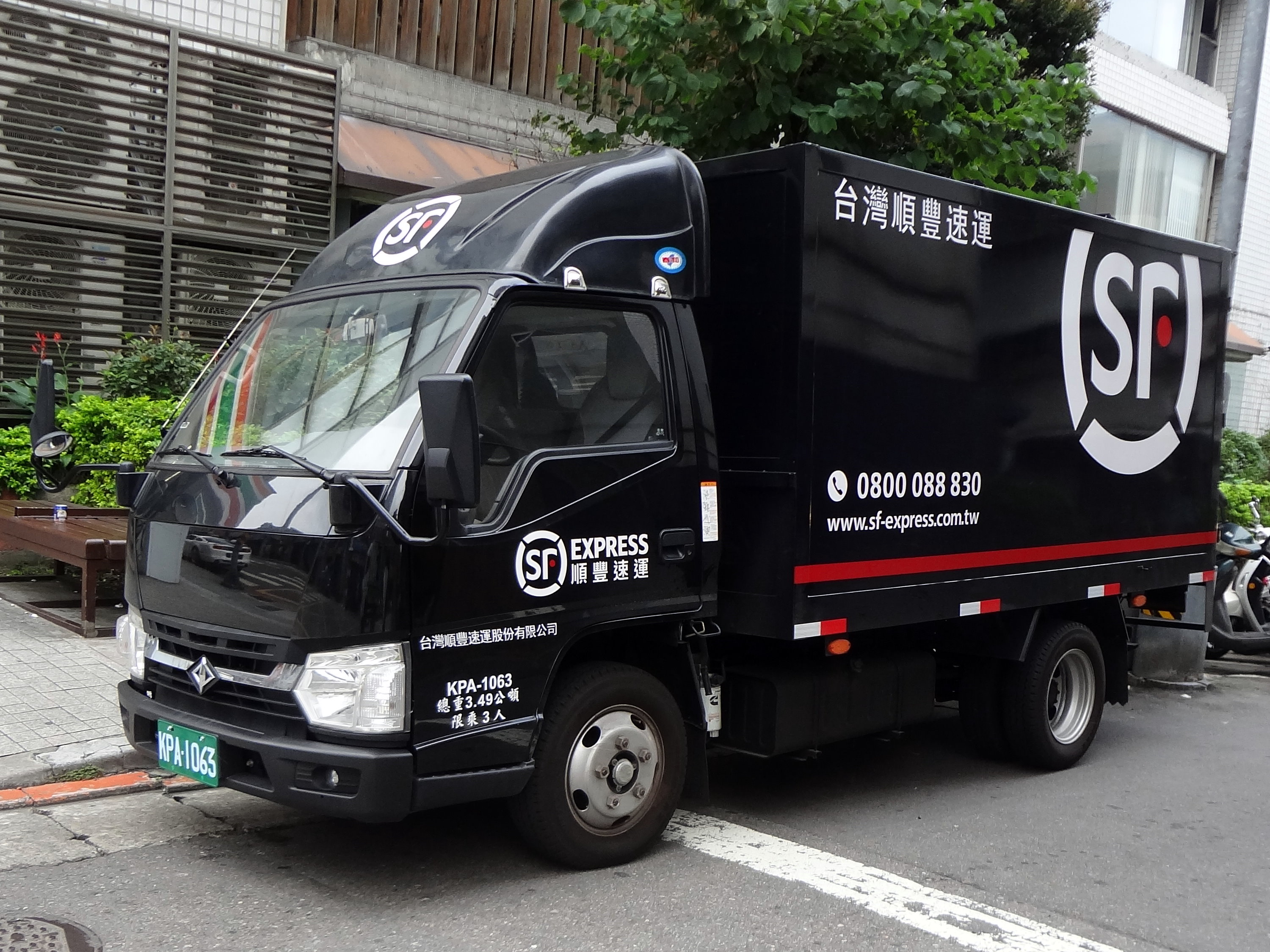
کامیون پخش و توزیع، برای تحویل محصولات به مشتریان در تایوان

یک واحد تجاری عمده‌فروشی به‌طور کلی به فروش کالا به صورت عمده به هر فردی، اعم از شخص یا سازمان، غیر از مصرف‌کننده نهایی آن کالا می‌پردازد. در یک تجارت عمده فروشی خرید کالاها به صورت عمده، معمولاً مستقیماً از سازنده با تخفیف صورت می‌گیرد. سپس خرده‌فروش کالا را با قیمت بالاتری به مصرف‌کننده نهایی می‌فروشد.

## خرده فروشی‌ها

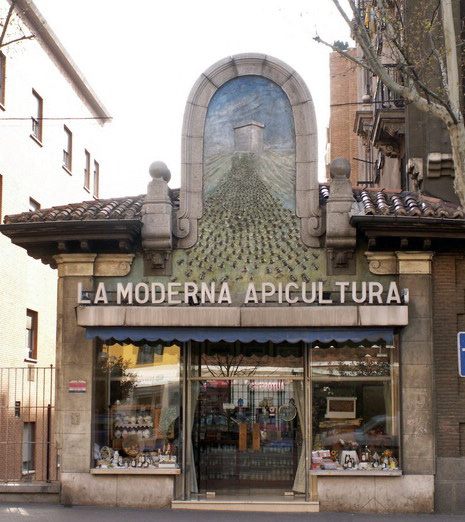
یک خرده فروشی کوچک در مادرید (اسپانیا).

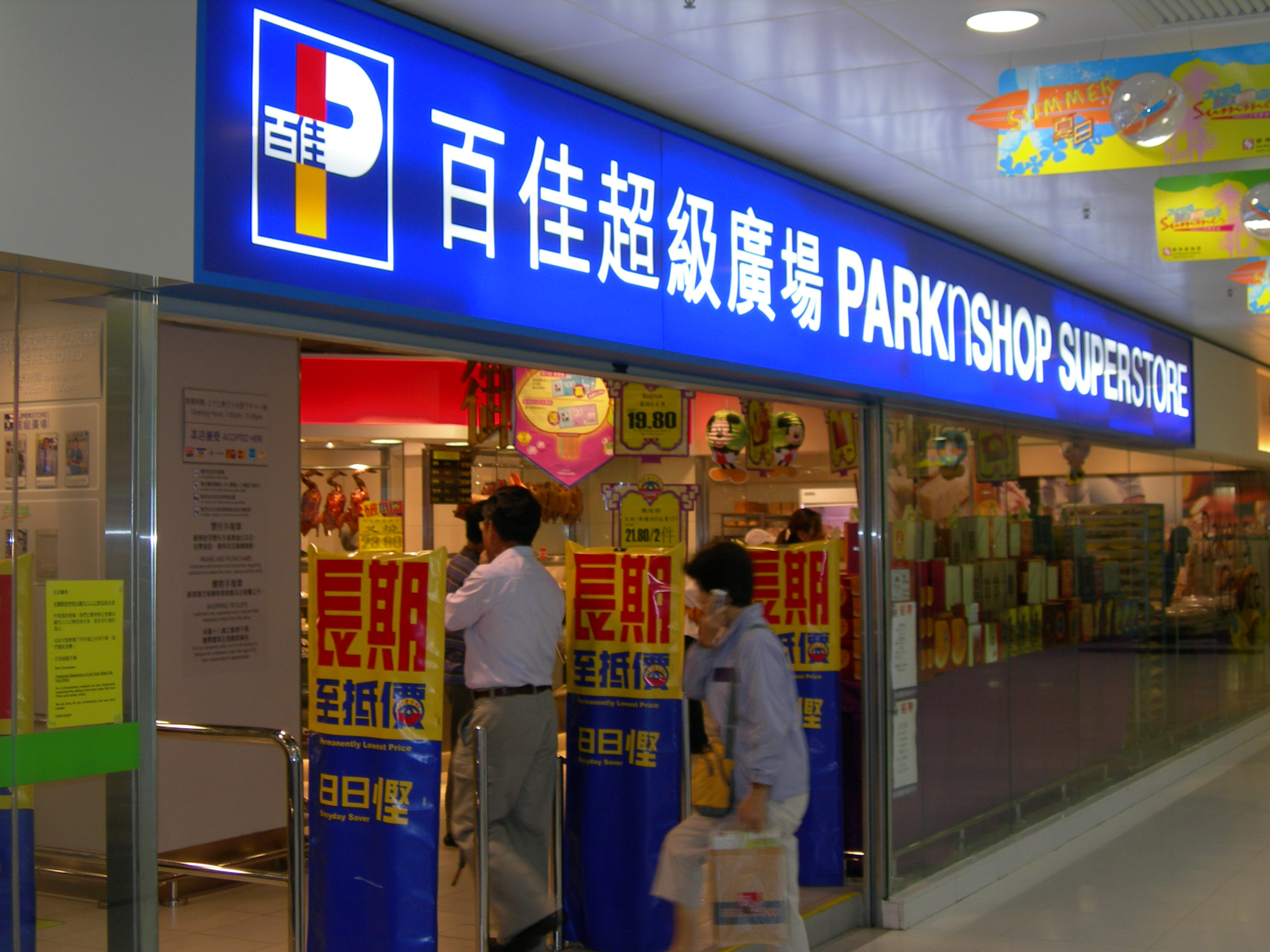
یک فروشگاه بزرگ در هنگ کونگ

این گونه اماکن تجاری معمولاً دارای یک یا چند قسمت برای نمایش اقلام هستند، تقریباً همیشه یک ویترین برای جذب عموم دارند و علاوه بر این، دارای محل اصلی برای ارائه خدمات به مشتریان هستند که معمولاً یک صندوق فروش یا پایانه فروش در آن وجود دارد. بسته به اندازه کسب و کار و نوع اقلامی که می‌فروشد، معمولاً فضایی برای ذخیره‌سازی نیز درنظر گرفته شده‌است. واحدهای تجاری خرده‌فروشی را می‌توان بر اساس معیارهای مختلفی طبقه‌بندی کرد:
- اندازه (کوچک، متوسط و بزرگ)
- نوع محصولاتی که به فروش می‌رسانند (صنایع غذایی، دارویی، پوشاک، اسباب‌بازی و غیره)
- سیستم فروش (سنتی یا مدرن)

## بنگاه‌های تجاریِ خدماتی
یک بنگاه بازرگانی در جامع‌ترین مفهوم خود ممکن است دارای عملیات اصلی خرید و فروش کالا نباشد، بلکه به فروش خدمات (مانند رستوران‌ها، هتل‌ها، آژانس‌های کرایه خودرو، آژانس مسافرتی، سینما و غیره) می‌پردازد.
اماکن تجاری خدماتی معمولاً دارای یک سالن انتظار و یک محل اصلی دیگر، به عنوان محل پذیرش (به انگلیسی: front office) هستند. همچنین، بسته به خدماتی که ارائه می‌دهند، ممکن است محل جداگانه دیگری نیز داشته باشند که در آنجا این خدمات درخواستی مشتریان را انجام می‌دهند (به زبان انگلیسی: back office).

## شرکت تجاری (بازرگانی)
شرکت بازرگانی یا تجاری عبارت است از سازمان یا بنگاهی که توسط دو یا چند نفر تشکیل می‌شود و در آن هر یک سهمی به صورت نقد یا کالا یا کار خود در بین می‌گذارند به منظور مبادرت به عملیات تجاری (خرید و فروش) نموده و منافع و زیان‌های حاصله را بین خود تقسیم کنند. به‌طور خلاصه، شرکت تجاری، بنگاهی تجاری است که مالکیت آن در دست چند نفر است.
یک شرکت بازرگانی گاهی به عنوان کسب و کار اصلی به فعالیت بازرگانی کالا می‌پردازد و گاهی نیز ممکن است فعالیت‌های تولیدی یا خدماتی نیز داشته باشد؛ اما در هر حال امور خرید و فروش و کسب سود جز اصلی کار آن است و بدین وسیله کسب درآمد می‌نماید. شرکت تجاری از لحاظ حقوقی(حقوق بازرگانی) دارای انواع و اقسام متفاوتی است.

## اهمیت و نقش‌ها
- ذخیره‌سازی و لجستیک:

وجود بنگاه‌های بازرگانی به این معنا است که تولیدکننده از فضای ذخیره‌سازی قابل توجهی بدون نیاز به سرمایه‌گذاری برای نگهداری محصولات خود بهره‌مند می‌شود. علاوه بر آن، بنگاه‌های تجاری قادرند مدیریت حمل و نقل کالا و موجودی، بسته‌بندی، و انبارداری محصولات را به سرعت و به‌طور مقرون به صرفه انجام دهند.
- کانال‌های توزیع گسترده:

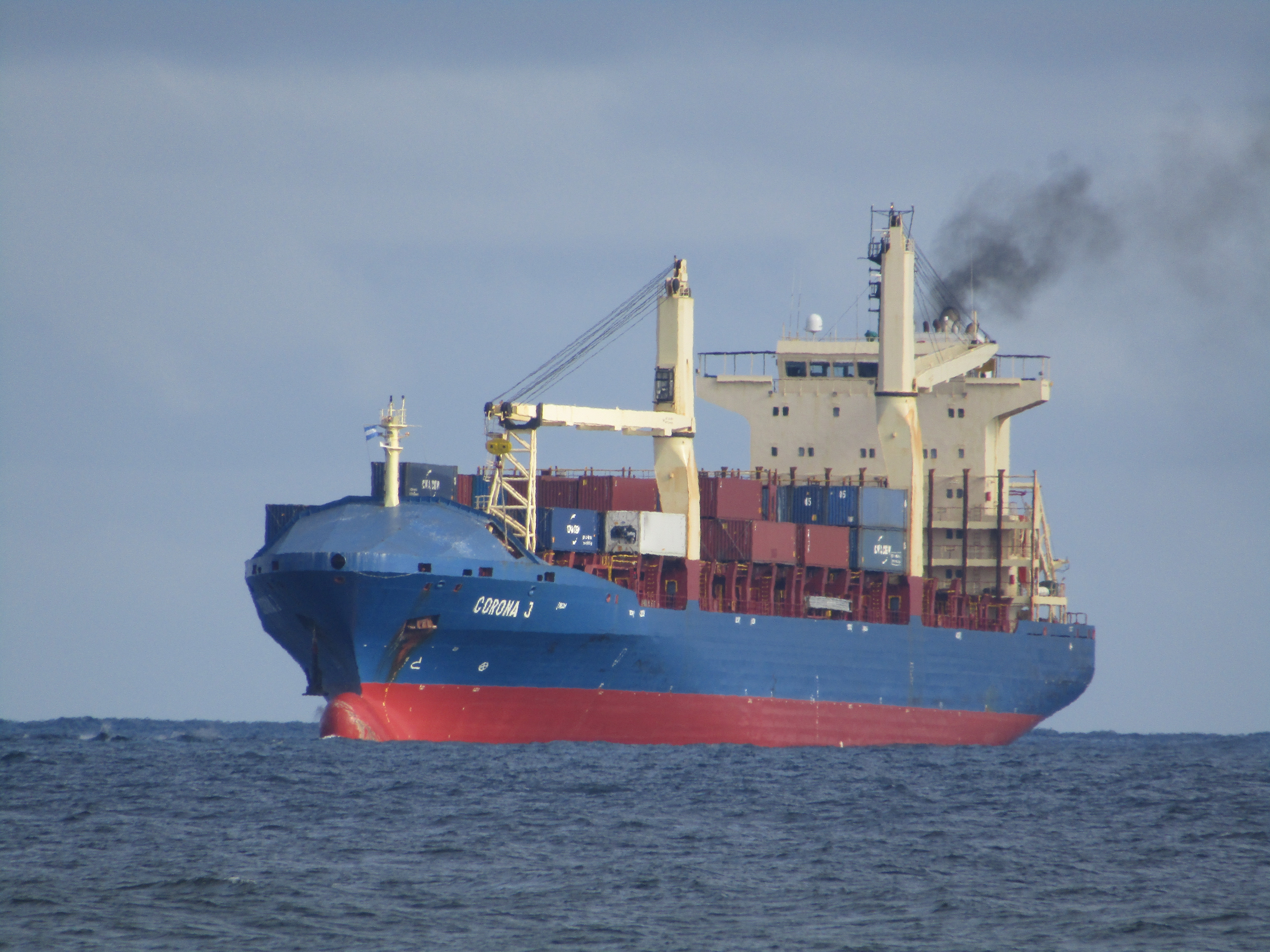
یک کشتی تجاری در حال حمل محصولات در پورتو کورتز، هندوراس

تولیدکننده می‌تواند با استفاده از بنگاه‌های بازرگانی بدون نیاز به حضور مستقیم فیزیکی در هر منطقه، از کانال‌های توزیع گسترده‌تری بهره‌مند شود. این بدان معناست که نه تنها محصولات وی می‌توانند با افزایش فروش به مصرف‌کنندگان بسیار بیشتری دست یابند، بلکه می‌توانند با عدم نیاز به محل و کارمند اضافی، پس‌انداز مالی قابل توجهی نیز داشته باشند.
- مسیر سریع به بازار:

از مزایای اصلی بنگاه‌های بازرگانی، سرعتی است که تولیدکنندگان می‌توانند محصولات خود را در سطح جهانی به دست مصرف‌کننده برسانند. آنها می‌توانند اطمینان حاصل کنند که محصولاتشان دارای پوشش داخلی یا بین‌المللی هستند و به کسب‌وکار آنها کمک می‌شود تا فروش و سودآوری را به حداکثر برسانند.
- پایگاه مشتریان:

بنگاه‌های بازرگانی دارای پایگاهی مستحکم در میان مشتریان هستند. این یعنی آنها قادرند محصولات جدید را خیلی سریع به مشتریان خود معرفی کند و شروع به فروش کنند.
- تخصص در فروش، بازاریابی و تبلیغات:

بنگاه‌های بازرگانی هم در فروش و هم در بازاریابی متخصص و مجرب هستند و به خوبی درک می‌کنند که چگونه به بهترین نحو محصولات را به فروش حداکثری رسانده، و به بهترین نتایج فروش دست یابند.